# 다쓰미 료스케
다쓰미 료스케(일본어: 辰己 涼介, 1996년 12월 27일 ~ )는 일본의 프로 야구 선수이며, 현재 퍼시픽 리그인 도호쿠 라쿠텐 골든이글스의 소속 선수(외야수)이다. 효고현 고베시 기타구 출신이다.

## 상세 정보

### 출신 학교
- 효고 현립 야시로 고등학교
- 리쓰메이칸 대학

### 선수 경력
- 도호쿠 라쿠텐 골든이글스(2019년 ~ )

### 수상·타이틀 경력
- 골든 글러브상 : 3회(2021년 ~ 2023년) ※외야수 부문
- 월간 사요나라상 : 1회(2019년 5월)

### 개인 기록

#### 첫 기록
- 첫 출장 : 2019년 3월 30일, 대 지바 롯데 마린스 2차전(ZOZO 마린 스타디움), 9회말에 우익수로 출장
- 첫 선발 출장 : 2019년 3월 31일, 대 지바 롯데 마린스 3차전(ZOZO 마린 스타디움), 9번·우익수로 선발 출장
- 첫 타석·첫 타점 : 상동, 2회초에 아리요시 유키로부터 밀어내기 볼넷
- 첫 안타 : 상동, 4회초에 아리요시 유키로부터 중전 안타
- 첫 도루 : 상동, 8회초에 2루 안착(투수: 니시노 유지, 포수: 다무라 다쓰히로)
- 첫 홈런 : 2019년 5월 6일, 대 사이타마 세이부 라이온스 7차전(메트라이프 돔), 3회초에 혼다 게이스케로부터 중월 솔로 홈런

#### 기타
- 개막전 첫회 선두 타자 초구 홈런 : 2021년 3월 26일, 대 홋카이도 닛폰햄 파이터스 1차전(라쿠텐 세이메이 파크 미야기), 1회말에 우와사와 나오유키로부터 좌월 솔로 홈런 ※역대 5번째
- 한 이닝 2홈런 : 2022년 6월 12일, 대 요미우리 자이언츠 3차전(라쿠텐 세이메이 파크 미야기), 2회말에 야마사키 이오리로부터 우월 솔로, 가기야 요헤이로부터 우월 3점 홈런 ※역대 21명째(23번째), 퍼시픽 리그 9명째(10번째), 라쿠텐 구단 사상 최초[2][3]

### 등번호
- 7(2019년)
- 8(2020년 ~ )

### 연도별 타격 성적
| 연 도      | 소 속      | 경 기 | 타 석 | 타 수 | 득 점 | 안 타 | 2 루 타 | 3 루 타 | 홈 런 | 루 타 | 타 점 | 도 루 | 도 루 자 | 희 생 번 | 희 생 플 | 볼 넷 | 고 4 | 사 구 | 삼 진 | 병 살 타 | 타 율 | 출 루 율 | 장 타 율 | O P S |
| ---------- | ---------- | ----- | ----- | ----- | ----- | ----- | ------- | ------- | ----- | ----- | ----- | ----- | -------- | -------- | -------- | ----- | ---- | ----- | ----- | -------- | ----- | -------- | -------- | ----- |
| 2019년     | 라쿠텐     | 124   | 369   | 314   | 42    | 72    | 12      | 2       | 4     | 100   | 25    | 13    | 3        | 10       | 2        | 39    | 1    | 4     | 101   | 4        | .229  | .320     | .318     | .639  |
| 2020년     | 라쿠텐     | 104   | 282   | 251   | 38    | 56    | 9       | 3       | 8     | 95    | 28    | 11    | 5        | 9        | 0        | 20    | 0    | 2     | 57    | 1        | .223  | .286     | .378     | .664  |
| 2021년     | 라쿠텐     | 130   | 443   | 374   | 49    | 84    | 13      | 1       | 10    | 129   | 32    | 6     | 6        | 11       | 1        | 51    | 0    | 6     | 99    | 7        | .225  | .326     | .345     | .671  |
| 2022년     | 라쿠텐     | 120   | 476   | 409   | 60    | 111   | 14      | 3       | 11    | 164   | 35    | 12    | 5        | 13       | 1        | 42    | 1    | 11    | 103   | 7        | .271  | .354     | .401     | .755  |
| 2023년     | 라쿠텐     | 133   | 495   | 434   | 45    | 114   | 16      | 5       | 9     | 167   | 43    | 13    | 4        | 8        | 1        | 40    | 0    | 12    | 99    | 3        | .263  | .341     | .385     | .726  |
| 통산 : 5년 | 통산 : 5년 | 611   | 2065  | 1782  | 234   | 437   | 64      | 14      | 42    | 655   | 163   | 55    | 23       | 51       | 5        | 192   | 2    | 35    | 459   | 22       | .245  | .330     | .368     | .697  |

- 2023년 시즌 종료 기준.
- 굵은 글씨는 시즌 최고 성적.

### 연도별 수비 성적
| 연도 | 소속   | 외야  | 외야  | 외야  | 외야  | 외야  | 외야     |
| 연도 | 소속   | 경 기 | 척 살 | 보 살 | 실 책 | 병 살 | 수 비 율 |
| ---- | ------ | ----- | ----- | ----- | ----- | ----- | -------- |
| 2019 | 라쿠텐 | 121   | 204   | 6     | 2     | 3     | .991     |
| 2020 | 라쿠텐 | 97    | 182   | 5     | 5     | 2     | .974     |
| 2021 | 라쿠텐 | 128   | 259   | 8     | 2     | 2     | .993     |
| 2022 | 라쿠텐 | 119   | 308   | 3     | 2     | 1     | .994     |
| 2023 | 라쿠텐 | 130   | 347   | 2     | 1     | 0     | .997     |
| 통산 | 통산   | 465   | 953   | 22    | 11    | 8     | .989     |

- 2023년 시즌 종료 기준.
- 굵은 글씨는 시즌 최고 성적.
- 연도에서 굵은 글씨는 골든 글러브상 수상 연도.